# Velite (destroyer)
Le Velite (fanion « VL ») était un destroyer italien de la classe Soldati lancé en 1941 pour la Marine royale italienne (en italien : Regia Marina).

## Conception et description
Les destroyers de la classe Soldati étaient des versions légèrement améliorées de la classe précédente Oriani. Ils avaient une longueur entre perpendiculaires de 101,6 mètres et une longueur hors tout de 106,7 mètres. Les navires avaient une largeur de 10,15 mètres  et un tirant d'eau moyen de 3,15 mètres et de 4,3 mètres à pleine charge. Les Soldatis déplaçaient 1 830-1 850 tonnes métriques à charge normale, et 2 450-2 550 tonnes métriques à pleine charge. Leur effectif en temps de guerre était de 206 officiers et hommes de troupe.
Le Velite était propulsé par deux turbines à vapeur à engrenages Belluzzo/Parsons, chacune entraînant un arbre d'hélice à l'aide de la vapeur fournie par trois chaudières Yarrow. Conçus pour une puissance maximale de 48 000 chevaux-vapeur (36 000 kW) et une vitesse de 34-35 nœuds (63-65 km/h) en service, les navires de la classe Soldati ont atteint des vitesses de 39-40 nœuds (72-74 km/h) pendant leurs essais en mer alors qu'ils étaient légèrement chargés. Ils transportaient suffisamment de fuel pour avoir une autonomie de 2 340 milles nautiques (4 330 km) à une vitesse de 14 nœuds (26 km/h) et de 682 milles nautiques (1 263 km) à une vitesse de 34 nœuds (63 km/h).
La batterie principale du Velite était composée de quatre canons de 120 millimètres de calibre 50 dans deux tourelles jumelées, une à l'avant et une à l'arrière de la superstructure. Sur une plate-forme au milieu du navire se trouvait un canon à obus en étoile de 120 millimètres de 15 calibres. La défense antiaérienne des "Soldati" était assurée par huit canons Breda modèle 1935 de 20 millimètres. Les navires étaient équipés de six tubes lance-torpilles de 533 millimètres dans deux supports triples au milieu du navire. Bien qu'ils ne soient pas dotés d'un système de sonar pour la lutte anti-sous-marine, ils sont équipés d'une paire de lanceurs de grenades sous-marines. Les navires pouvaient transporter 48 mines.

## Construction et mise en service
Le Velite est construit par le chantier naval Cantiere navale fratelli Orlando (OTO), basé à Livourne en Italie, et mis sur cale le 19 avril 1941. Il est lancé le 31 août 1941 et est achevé et mis en service le 31 août 1942. Il est commissionné le même jour dans la Regia Marina.

## Histoire du service
Une fois opérationnel, le Velite est affecté à des missions d'escorte le long des routes de Libye et de Tunisie.
Le 4 novembre 1942, il appareille de Naples pour escorter vers Tripoli - avec les destroyers Maestrale, Grecale, Oriani, Gioberti, et les torpilleurs Clio et Animoso - les navires à moteur Giulia et Chisone et le vapeur Veloce. Malgré les attaques aériennes continues, le convoi est l'un des derniers à arriver indemne en Libye.
Le 21 novembre, il escorte de Bizerte à Naples les grands et modernes bateaux à moteur Monginevro et Sestriere ainsi que les navires-jumeaux (sister ships) Legionario et Bombardiere, mais à 15h04 du 21 novembre, à environ 18 milles nautiques (34 km) au sud-ouest d'Ischia, à la position géographique de 40° 30′ N, 13° 33′ E, il est touché et immobilisé par une torpille lancée par le sous-marin HMS Splendid (P228). Avec la poupe détruite, le Velite est remorqué à Naples par le Bombardiere,.
Le Velite passe ensuite quelques mois en chantier, au cours desquels la poupe est remplacée par celle de son navire-jumeau Carrista, en cours de construction. Il est également équipé d'un radar EC3/ter "Gufo" .
À la proclamation de l'armistice du 8 septembre 1943 (Armistice de Cassibile), le navire part de La Spezia avec le reste de l'escadre navale (cuirassés Italia, Vittorio Veneto et Roma, croiseurs légers Giuseppe Garibaldi, Attilio Regolo, Duca degli Abruzzi, Eugenio di Savoia, Duca d'Aosta, Montecuccoli, destroyers Artigliere, Fuciliere, Mitragliere, Carabiniere, Legionario, Grecale, Oriani) se rend aux Alliés à Malte, où il arrive le 11 septembre, amarré à Marsaxlokk,,. Le 12 septembre, il est ravitaillé à La Valette et le 14 septembre, il quitte l'île avec une partie de l'escadrille (Italia, Vittorio Veneto, Eugenio di Savoia, Duca d'Aosta, Montecuccoli, Cadorna, Da Recco, Artigliere, Grecale) et se rend à Alexandrie, où il arrive le 16,.
Le 26 septembre 1943, il appareille de Tarente avec son navire-jumeau Artigliere et, après une escale à Alexandrie, il transporte des munitions vers l'île de Leros (assiégée par les Allemands) pour la garnison de l'île.

### Commandement
Commandants
- Capitaine de frégate (Capitano di fregata) Ernesto De Pellegrini Dai Coi (né à Rome le 11 janvier 1904) (31 août 1942 - mai 1943)
- Capitaine de vaisseau (Capitano di vascello) Ernesto Forza (né à Rome le 21 août 1900) (15 juillet 1943 - août 1943)
- Capitaine de frégate (Capitano di fregata) Antonio Raffai (né à Milan le 2 août 1902) (août 1943 - décembre 1944)

### Cession à la France
À la fin de la guerre, le traité de paix prévoit sa cession à la France en réparation des dommages de guerre. Le 24 juillet 1947, le Velite est cédé à la Marine Nationale, avec les initiales V3. Après avoir rejoint la Marine Nationale, il est rebaptisé Duperré .
Radié en 1961, il est envoyé à la casse.